# Макая, Жозе
Жозе Макая Ганга (порт. José Macaia Ganga; род. 24 марта 1994, Кабинда) — ангольский футболист, центральный полузащитник ангольской «Примейру ди Агошту». Выступал за сборную Анголы.

## Биография
Жозе Макая родился 24 марта 1994 года в ангольском городе Кабинда.
Играет в футбол на позиции центрального полузащитника.
В 2014—2015 годах выступал за «Спортинг» из Кабинды, сыграл 22 матча, забил 1 мяч. В 2016 году защищал цвета «Бенфики» из Луанды, провёл 22 поединка, забил 5 голов.
В 2017—2022 годах играл за «Примейру ди Агошту» из Луанды. В её составе трижды становился чемпионом Анголы (2017—2019), в 2020 и 2022 годах был серебряным призёром, в 2021 году — бронзовым. За этот период провёл 122 матча, забил 7 мячей. В 2019 году также завоевал Кубок Анголы и Суперкубок страны.
В сезоне-2022/23 выступал в чемпионате Судана за «Аль-Меррейх» из Омдурмана, однако турнир был отменён из-за гражданской войны.
С 2023 года снова играет за «Примейру ди Агошту», провёл за два сезона 45 матчей в чемпионате Анголы, забил 1 мяч. В 2025 году стал бронзовым призёром.
В 2018—2019 годах провёл 4 матча за сборную Анголы, мячей не забивал. Дебютировал в её составе 16 октября 2018 года в Нуакшоте в матче отборочного турнира Кубка африканских наций против сборной Мавритании (0:1).
В 2019 году участвовал в Кубке африканских наций в Египте, где ангольцы выбыли на групповом этапе. Участвовал в стартовом матче со сборной Туниса (1:1), выйдя на замену на 87-й минуте.

## Достижения
«Примейру ди Агошту»
- Чемпион Анголы (3): 2017, 2018, 2018/19
- Серебряный призёр чемпионата Анголы (2): 2019/20, 2021/22
- Бронзовый призёр чемпионата Анголы (2): 2020/21, 2024/25
- Обладатель Кубка Анголы: 2018/19
- Обладатель Суперкубка Анголы: 2019